# Gorreta y Salmor
Gorreta y Salmor este o arie protejată (arie de protecție specială avifaunistică — SPA) din Spania întinsă pe o suprafață de 601,73 ha, integral pe uscat.

## Localizare
Centrul sitului Gorreta y Salmor este situat la coordonatele 27°47′39″N 17°59′07″W / 27.79403°N 17.98521°V.

## Înființare
Situl Gorreta y Salmor a fost declarat arie de protecție specială avifaunistică în octombrie 2022 pentru a proteja 14 specii de animale.

## Biodiversitate
Situată în ecoregiunea , aria protejată nu include niciun habitat protejat.
La baza desemnării sitului se află mai multe specii protejate de  păsări (14): uliu păsărar (Accipiter nisus granti), Bulweria bulwerii, pasărea ogorului (Burhinus oedicnemus), Calonectris borealis, Columba bollii, Columba junoniae, șoim călător (Falco peregrinus), Fringilla coelebs ombriosa, Hydrobates castro, Hydrobates pelagicus, vultur pescar (Pandion haliaetus), Puffinus lherminieri, Sterna dougallii, chiră de baltă (Sterna hirundo).